# 北朝鮮人権侵害問題啓発週間
北朝鮮人権侵害問題啓発週間（きたちょうせんじんけんしんがいもんだいけいはつしゅうかん）とは、北朝鮮による日本人拉致問題、その他北朝鮮当局による人権侵害問題について国民の関心と認識を深めることを目的とする日本の週間である。

## 概要
「拉致問題その他北朝鮮当局による人権侵害問題への対処に関する法律」（平成18年法律第96号）によって制定された。期間は12月10日から12月16日までの1週間で、最終日の日付は国連総会本会議において「北朝鮮の人権状況」決議が採択された日（2005年12月16日）を記念したものである。
この期間、日本国政府及び地方公共団体は、「週間の趣旨にふさわしい事業が実施されるよう努めるものとする」と定められている。